# Lubomír Kafka
Lubomír Kafka (23. dubna 1956 Jablonec nad Nisou – 12. března 1989 Praha) byl český baletní tanečník, sólista baletu Národního divadla v Praze a Státní opery v Berlíně.
V roce 1975 absolvoval pražskou Taneční konzervatoř, ale již od roku 1974 hostoval v Národním divadle v Praze. V letech 1975–1976 byl na stáži v Leningradském státním tanečním učilišti A. J. Vaganovové. V roce 1975 se stal členem baletního souboru Národního divadla a od srpna 1976 do roku 1988 byl sólistou baletu ND. Od roku 1984 byl současně i prvním sólistou Státní opery v Berlíně.
V letech 1984–1985 se podílel na choreografii pro dvě baletní matiné na Nové scéně Národního divadla v Praze. Na jevišti Národního divadla vystupoval po boku předních českých baletních sólistek, např. Marty Drottnerové, Jany Kůrové, Hany Vláčilové, Michaely Černé a Miroslavy Pešíkové.
Často vystupoval v zahraničí – Německá demokratická republika (1976, 1979), Kuba (1976), Japonsko (1976, 1978), Španělsko (1978), Spolková republika Německo (1979) a úspěšně se zúčastnil řady mezinárodních baletních soutěží (první místo Varna, Bulharsko, 1978, dvakrát první místo Jackson, USA, 1979, druhé místo na první tokijské světové baletní soutěži tanečních párů s Hanou Vláčilovou v Japonsku v roce 1976 ).
Vystupoval příležitostně i ve filmu (Popelka, role prince, režie M. Kůra, 1978) a televizi (Achilles, titulní role, 1984, režie Petr Weigl, choreografie Heinz Spoerli; Die Nacht aus Blei / Olověná noc, 1985, režie Petr Weigl).
V roce 2001 mu byla udělena in memoriam medaile Artis Bohemiae Amicis.

## Vybrané baletní role na scénách Národního divadla v Praze
- 1975 A. Ch. Adam: Giselle , Vévoda Albert, Venkovský chlapec, (j. h. ), Tylovo divadlo, režie Jiří Blažek
- 1975 Petr Iljič Čajkovskij: Labutí jezero, princ, (j. h. ), Národní divadlo, režie K. M. Sergejev
- 1977 Sergej Prokofjev: Popelka, princ, Smetanovo divadlo, režie K. M. Sergejev
- 1977 Sergej Prokofjev: Romeo a Julie, Merkucio, Národní divadlo, režie Petr Weigl
- 1977 František Škvor: Doktor Faust, Satan, Smetanovo divadlo, režie Jiří Blažek
- 1979 P. I. Čajkovskij: Louskáček, Louskáček–princ, Smetanovo divadlo, režie Miroslav Kůra
- 1981 Sergej Prokofjev: Kamenný kvítek, Danila, Smetanovo divadlo, režie Jiří Němeček
- 1983 Oskar Nedbal: Z pohádky do pohádky, princ, Krejčík, Smetanovo divadlo, režie Jiří Blažek
- 1984 Josef Páleníček: Kytice, Král, Národní divadlo, režie D. Wiesner, M. Kůra, J. Blažek
- 1986 Léo Delibes: Sylvie, Aminta, Smetanovo divadlo, režie László Seregi